# The Prodigal Son
The Prodigal Son (El fill pròdig) és una de les tres paràboles per a l'església amb música de Benjamin Britten i llibret en anglès de William Plomer, basada en la història bíblica del fill pròdig. Data de 1968, i és el seu Opus 81. Les altres dues paràboles per a església són Curlew River (1964) i The Burning Fiery Furnace (1966). Britten va dedicar la partitura a Dmitri Xostakóvitx.
La primera representació va tenir lloc el 10 de juny de 1968 a l'Orford Church, Suffolk. Entre els instrumentistes hi havia el trompa Neill Sanders i el percussionista James Blades. Colin Graham va ser director d'escena.
Com en les altres paràboles d'església, les forces instrumentals són molt modestes: flauta, trompa, viola, contrabaix, arpa, orgue i percussió, amb l'ús de flauta alta i la petita trompeta en re marcant canvis comparada amb altres obres. La percussió també incorpora una matraca de carabassa.

## Personatges
| Personatge                                                          | Tessitura    | Repartiment de l'estrena, 10 juny 1968 (Director: -)                            |
| ------------------------------------------------------------------- | ------------ | ------------------------------------------------------------------------------- |
| Tempter / Abbot (Temptador / Abat)                                  | tenor        | Peter Pears                                                                     |
| The Father (El pare)                                                | Baix-baríton | John Shirley-Quirk                                                              |
| The Younger Son (El fill petit)                                     | tenor        | Robert Tear                                                                     |
| The Elder Son (El fill gran)                                        | baríton      | Bryan Drake                                                                     |
| Young Servants and Distant Voices (Joves servents i veus llunyanes) |              | Gerald Beauchamp, Michael Butler, Jonathan Fox, Richard Hopkins, David Rookwood |
| Cor: Servents, paràsits i captaires                                 |              |                                                                                 |